# رادنی ویلسون (اقتصاددان)
رادنی ویلسون (Rodney Wilson) (متولد ۱۹۴۶ در بلفاست) اقتصاددان بریتانیایی و استاد ممتاز دانشگاه دورام است. او از نخستین استادان غربی است که به‌صورت آکادمیک به تدریس و پژوهش در حوزه بانک‌داری اسلامی پرداخت. ویلسون از مؤسسان برنامه کارشناسی ارشد بانکداری اسلامی در این دانشگاه بود. او جایزه بانک توسعه اسلامی را در مالیه و بانک‌داری اسلامی دریافت کرده است.

## فعالیت در بانک‌داری اسلامی
ویلسون از نخستین اقتصاددانانی است که به بررسی چگونگی انطباق بانک‌داری اسلامی با نهادهای مالی مدرن پرداخت. او تلاش کرد نشان دهد چگونه اصول شریعت می‌تواند با نظام مالی مدرن هماهنگ شود، بدون آن‌که ماهیت دینی خود را از دست بدهد. دیدگاه‌های او درباره «تناقض‌های درونی بانک‌داری اسلامی» در محافل آکادمیک مورد توجه قرار گرفته است. از برجسته‌ترین نقدهای او بر بانک‌های اسلامی این است که گاهی ظاهر شریعت را رعایت می‌کنند، ولی روح عدالت‌محور آن را فراموش می‌کنند.
رادنی در شکل‌گیری نسل نخستین پژوهش‌گران عرب و آسیایی در مالیه اسلامی نقش مهمی ایفا کرد و برنامه‌های مشترک آموزشی در قطر، مالزی و بحرین راه‌اندازی کرد.
ویلسون در سال‌های پایانی فعالیت دانشگاهی خود به‌عنوان یکی از پژوهش‌گران برجسته بانک‌داری اسلامی شناخته شد و جوایزی از نهادهای مختلف از جمله بانک توسعه اسلامی دریافت کرد.

## آثار
1. (1995). Economic Development in the Middle East . Routledge.  (توسعه اقتصادی در خاورمیانه) (بررسی سیاست‌های اقتصادی کشورهای عربی با تأکید بر نفت، دولت‌های رانتی و اصلاحات ساختاری.)
2. (2004, Ed.). The Politics of Islamic Finance . Edinburgh University Press.  (سیاست مالیه اسلامی) (مجموعه‌ای از مقالات تحلیلی درباره پیوند میان نظام‌های سیاسی و بانکداری اسلامی؛ ویراستهٔ رادنی ویلسون.)
3. (2007). Islamic Finance in Europe: Towards a Plural Financial System . Edinburgh University Press.  (مالیه اسلامی در اروپا: به‌سوی نظام مالی چندگانه) (بررسی گسترش بانکداری اسلامی در اروپا، چالش‌های قانونی، اجتماعی و فقهی آن.)
4. (2020). Islam and Economic Policy: An Introduction . Edinburgh University Press.   (اسلام و سیاست اقتصادی: درآمدی مقدماتی) (تحلیلی از نقش اصول اسلامی در سیاست‌گذاری اقتصادی معاصر کشورهای مسلمان.)
5. (2006). Islamic Economics: A Short History . In The New Palgrave Dictionary of Economics.  (اقتصاد اسلامی: تاریخی کوتاه) (کتابی مرجع درباره سیر تطور اقتصاد اسلامی از قرون وسطی تا دوران معاصر.)
6. (2009). Shari'ah-Compliant Finance . In Handbook of Islamic Banking, edited by Kabir Hassan and Mervyn Lewis. Edward Elgar.  (مالیه منطبق با شریعت) در هندبوک بانک‌داری اسلامی، ویراسته کبیرحسن و مروین لویس. (بررسی چالش‌های نظری و عملی بانکداری اسلامی مطابق با احکام فقه اسلامی.)